# 龙冢
龙冢，又名太子坟、龙冢古墓、秦太子墓，是一座位于中国河北省大城县龙冢村的墓葬，1982年7月23日入选河北省文物保护单位。民间传闻、文献记载多认为龙冢是秦始皇之子的墓葬。

## 由来
传言龙冢与秦始皇有关，是秦始皇之子的陵墓。民间有多种传闻，一说是始皇长子扶苏之墓，一说系秦二世胡亥之墓，还有说法是秦始皇第十三子之墓。文献亦称龙冢是秦始皇幼子之墓。明末清初孙承泽所著《天府广记》记载，秦太子墓在大城县北的段堤村，秦始皇出巡时在此停留，幼子夭折埋葬在此。清乾隆《钦定日下旧闻考》引用《城冢记》，说法与此类似。民国时天津出版的《庸报》考证说此墓为秦始皇第十三子之墓，始皇帝出行至此时十三子染病而亡，埋葬于此。廊坊地区文管所、大城县文化馆多次调察之后，认为龙冢当是战国至汉代的土坑墓。
《钦定日下旧闻考》引用《大城县志》记载，当地人将此墓称为“仙人台”，村民向冢祈福，每求必应。《大城县志》载，后来因为村民还愿不积极，祈福不再灵验。有说法称，20世纪70年代末至80年代初，很多人在龙冢前焚香祷告，乞求仙药。传说，龙冢南边的童子村是因为摊派了童子殉葬而得名，西侧的七女村则是摊派了七名童女殉葬，北侧的孝彩村则与孝衣、彩棚有关。

## 墓葬
龙冢古墓位于龙冢村东50米处。封土为椭圆形，南侧长75米，东侧长52米，北侧长57米，西侧长48米，高5米，总面积2,000平方米。1954年大兴水利时，为了开水渠，削去了北侧3米封土。墓上遍生杂草、灌木。周围地面上裸露着绳纹砖、瓦片等。传言，墓丘上曾建有狐仙庙。
1978年钻探时在封土东北发现了夯土，推测可能是当时的地面建筑。1982年10月，大城县文化馆重新测绘龙冢时，发现了一枚剪轮五铢钱。1985年的文物普查中，墓葬北侧的排水渠中发现了一只夹砂陶鼎足。调查显示，此墓曾多次被盗。
1982年7月，龙冢被列入河北省文物保护单位。同年10月，大城县将龙冢作为大城县第一批重点文物保护单位。